# 歐祖那
祖安·卡洛斯·奥祖纳·罗萨多（英語：Juan Carlos Ozuna Rosado，1992年3月13日—），简称为Ozuna，是波多黎各的拉丁陷阱和雷鬼歌手。他的曲目包括〈El farsante〉（骗子）、〈La modelo〉（模特儿）等，并于2019年9月得到四項吉尼斯世界纪录。同時，歐祖那也是YouTube上最多十億次觀看人次影片的藝術家之一。
2014年，歐祖那与唱片公司Golden Family Records签定合同并开始在社交媒体上走红。次年，他通过〈Si tu marido no te quiere〉等曲目在拉丁美洲获得知名度，并在南美举行了数场演唱会。
2016年，他与DJ Luian，Mambo Kingz和歌手Anuel AA与De La Ghetto合作的单曲〈La ocasión〉使他声名鹊起，这首单曲被Hot Latin Songs收录，排名第二十二位。当时，他的另外两首单曲〈Si tu marido no te quiere〉和〈En la intimidad〉同样也被收录在内并且排名前三十。

## 職業生涯

### 早期生活
歐祖那生於波多黎各聖胡安，有消息來源指出他的雙親皆來自多明尼加，然而，大部分仍然認為他的父親來自多明尼加而母親來自波多黎各。他的父親曾擔任雷鬼舞蹈家三年，卻在歐祖那只有三歲的時候就被槍殺了，他的母親在經濟上還不足以撫養他。於是他於2010年移居紐約，在那裡住了三年。他從小就熱愛拉丁城市的曲風，並在十二歲時開始創作歌曲。

### 首度亮相
他在2012年以歌手的身份和一首叫做〈Imaginando〉的歌首次亮相。 他以前的名字叫J Oz.。在獲得知名度之前，他曾與Musicologo＆Menes合作。
2014年，他與Golden Family Records簽訂了唱片合約，並開始在YouTube上發布他的歌曲。 同年，他以歌曲〈Si No Te Quiere〉開始了他的流行曲目，最初是說唱歌手D.OZi的主打。那首歌在電台上獲得了成功，並最終在整個拉丁美洲廣為人知。 從那以後，他參加了南美洲的許多演出。

### 個人突破
在2016年初，歐祖那因與DJ Luian，Mambo Kingz，De La Ghetto，Arcángel和Anuel AA合作單曲〈La Ocasión〉中出名。 該單曲在Billboard Hot Latin Songs排名達到第22位。3月，歐祖那發行了他的歌曲〈No Quiere Enamorarse〉的混音，該單曲還客串波多黎各雷鬼凍歌手洋基老爹。九月份，他發行了單曲 〈Dile Que Tu Me Quieres〉，在當時受到極大的歡迎，並在年底獲得了Billboard拉丁排行榜第13名。同時，歐祖那還有另外兩首入圍歌曲，分別是〈Si Tu Marido No Te Quiere (Remix)〉（客串Arcángel及Farruko）和〈En La Intimidad〉，均進入前30名。
2017年6月，VP娛樂/ DimeloVi 副總裁Vicente Saavedra與Sony Music Latin簽署了一項協議，內容包括所有由Saavedra代理機構代理的藝術家，且從歐祖那的第一張錄音室專輯Odisea開始，於同年8月11日發布。奧迪西之旅(the Odisea tour)於2017年5月26日在亞特蘭大啟程，途經25個以上的城市，其中包括芝加哥，邁阿密，休斯敦和洛杉磯。最終，它更名為奧迪西世界巡迴演出(Odisea World Tour)，途中經過了許多歐洲及拉丁美洲城市。
歐祖那曾發行一張單曲—〈Te Vas〉在YouTube上的觀看次數超過7.1億，成為歐祖那網在際網路上播放次數最多的歌曲，並且在拉丁市場上取得成功，使這一類型的許多重要人物都認為歐祖那是新一代雷鬼歌手中最好的藝術家之一，也是最成功的。

#### 第一張專輯：Odisea
2017年，歐祖那發行了許多單曲，包括〈Dile Que Tu Me Quieres（Remix）〉（客串Yandel），〈Después de las 12〉，以及當年4月的〈Tu Foto〉，在告示牌拉丁單曲排行榜上排名第十，在YouTube上的觀看次數超過7.8億。他還發布了幾項合作，包括〈La Rompe Corazones〉（客串洋基老爹），〈Escápate Conmigo〉（客串Wisin），〈Ahora Dice〉（客串J·巴爾文，Arcángel和Chris Jeday）。2017年8月10日發布的〈SePreparó〉，截至2019年10月，在YouTube上的觀看次數已超過12億。
歐祖那的首張專輯《Odisea》在告示牌最熱門拉丁專輯的位置上待了整整46星期，超越原本 Luis Miguel 29星期的紀錄。2018年，他與DJ Snake、卡蒂·B，以及賽琳娜·戈梅茲合作的〈Taki Taki〉也同樣大受歡迎。

#### 第二張專輯: Aura
2017年12月，歐祖那發行了單曲〈La Modelo〉(與卡蒂·B合作)。在發行之後，又於2018年1月6日以第52位的成績在Billboard Hot 100榜上首次亮相，成為歐祖那首次進入排名的單曲，緊隨其後的是與Wisin合作的〈Escápate Conmigo〉和娜媞·娜塔莎的〈Criminal〉。
他的第二張專輯《Aura》於2018年8月24日發行，在美國Billboard 200上排名第七。為了推廣專輯，歐祖那於2018年7月26日在馬德里開始了Aura Tour巡演，而美國巡迴演唱會則是於9月7日在亞特蘭大啟程。另外，他是2018年YouTube上全球觀看次數最多的藝術家。
他初次在電影演出是於《Que Leon》中出演，該電影也在美國上映。